# Jean-Louis Destans
Jean-Louis Destans, né le 3 mars 1951 à Libourne en Gironde, est une personnalité politique française, membre du Parti socialiste. Diplomate de formation, il préside le conseil général de l'Eure de mars 2001 à mars 2015.

## Biographie

### Jeunesse et formation
Il effectue ses études secondaires à l'Établissement Saint-Adjutor. Il y côtoie Jean-Pierre Jouyet.
Diplômé de l'ESCP Europe et des Hautes études européennes du Collège d'Europe de Bruges, Jean-Louis Destans a enseigné la gestion à l'université du Gabon de 1975 à 1977 puis a été chef du département Amérique du Nord-Japon à la Direction générale des télécommunications du ministère des postes et télécommunications de 1977 à 1979. De 1979 à 1983, il a été attaché financier à l'ambassade de France à Alger.
Il prépare cette année-là le concours de l'École nationale d'administration, où il est admis au sein de la promotion Diderot (1984-1986).

### Parcours diplomatique
il a été ensuite Consul général adjoint à Jérusalem pendant deux ans puis il est devenu conseiller technique de Pierre Joxe, ministre de l'intérieur (1989-1990), conseiller technique de Laurent Fabius, Président de l'Assemblée nationale (1990-1992), conseiller diplomatique de Paul Quilès, ministre de l'intérieur (1992-1993). En 1993 et 1994, il était consul général à Saint-Louis du Sénégal.

### Élu local dans l'Eure
Conseiller municipal de Pont-Audemer (1989 -1995), puis maire (1995-2001) et premier adjoint (2001-2013), il devient finalement conseiller général du canton de Pont-Audemer (entre 1994 et 2015) et régional de Haute-Normandie (1994-2001) avant de devenir président de la communauté de communes de Pont-Audemer de 1996 à 2013 et président du conseil général de l'Eure (entre 2001 et 2015). Il accède alors à la présidence de la Commission Europe de l’Assemblée des départements de France (en 2004) et à la vice-présidence du comité des régions et à celle de la délégation française dans ce comité. Il est nommé chevalier de la Légion d'honneur et devient président d'Eure habitat en 2008 et député de l'Eure en juin 2012. Il salue la politique « tonique » de Manuel Valls en avril 2014.
En avril 2013, il est l'auteur d'une circulaire destinée à présenter aux chefs d'entreprises des mesures destinées à encourager l'emploi et la recherche.
Candidat aux élections départementales de 2015 dans le canton de Brionne, il est éliminé dès le premier tour, le 22 mars.

### Soutien à Emmanuel Macron
En mars 2017, il annonce son soutien à Emmanuel Macron pour l'élection présidentielle de 2017. N'ayant pas obtenu l'investiture par La République en marche !, il annonce qu'il ne se représente pas dans la 2e circonscription de l'Eure.

## Distinctions
- Chevalier de la Légion d'honneur (2008).